# Substitut du procureur général
 (avril 2020).
Si vous disposez d'ouvrages ou d'articles de référence ou si vous connaissez des sites web de qualité traitant du thème abordé ici, merci de compléter l'article en donnant les références utiles à sa vérifiabilité et en les liant à la section « Notes et références ».
Le substitut du procureur général est, dans l'ordre juridictionnel français, une fonction du parquet.

## Définition
De même que le Procureur de la République, en France, dans le cadre de ses attributions dans le ressort d'un tribunal judiciaire, est assisté de substituts du procureur (« substitut » = adjoint), le procureur général, qui exerce ses attributions dans le cadre d'une cour d'appel, est assisté de substituts du procureur général (« substituts généraux ») et siégeant à la cour d'appel.
Les substituts généraux sont des magistrats du premier grade, à équivalence de grade avec les vice-présidents du siège du tribunal judiciaire et les conseillers de cour d'appel.
Concernant le Parquet, les substituts généraux sont à équivalence de grade avec les vice-procureurs en TJ, ou encore les vice-procureurs placés.

## Place du substitut du procureur général (substitut général) parmi les autres fonctions du Parquet
- Cour d'appel (« Parquet général »)
  - Procureur général (magistrat hors-hiérarchie)
  - Avocat général (magistrat hors-hiérarchie)
  - Substitut général (magistrat du premier grade)

- Tribunal judiciaire (« Parquet »)
  - Procureur de la République (magistrat du premier grade ou hors-hiérarchie)
  - Vice-procureur (magistrat du premier grade)
  - Substitut du procureur de la République (magistrat du second grade)